# Susan Kelechi Watson
Susan Kelachi Watson (* 11. listopadu 1981) je herečka, která je nejvíce známá díky roli v televizním seriálu Rozvedený se závazky. Aktuálně hraje jednu z hlavních rolí v seriálu stanice NBC Tohle jsme my.

## Životopis
Watson má jamajské kořeny, oba rodiče se na Jamajce narodili. Odmaturovala na Škole umění na Howardově univerzitě ve Washingtonu, D.C.

## Kariéra
V roce 2012 získala vedlejší roli ex-manželky v seriálu Rozvedený se závazky. V seriálu hrála až do roku 2014. Další role získala v seriálech jako Černá listina, Námořní vyšetřovací služba nebo Stoupenci zla.
Na divadelních prknech si zahrála v divadle American Airlines Theatre v New Yorku ve hře od Richarda Greenberga s názvem A Naked Girl on Appian Way.
Aktuálně hraje jednu z hlavních rolí v seriálu stanice NBC Tohle jsme my.

## Filmografie
| Rok       | Náezv                      | Role                             | Poznámky                                                                 |
| --------- | -------------------------- | -------------------------------- | ------------------------------------------------------------------------ |
| 2004      | Taxík                      | Paula                            | díl: „Extrémní obchod“                                                   |
| 2004      | The Jury                   | Andrea Davis                     | díl: „Lamentation on the Reservation“                                    |
| 2004–2005 | Třetí hlídka               | Emma St. Claire                  | 12 dílů                                                                  |
| 2005      | Zákon a pořádek: Porota    | Jill Tolbert                     | díl: „Modrá stěna“                                                       |
| 2007      | Medium                     | Subordinate                      | díl: „Joeovo odpoledne“                                                  |
| 2007      | Unesený                    | Elle King                        | 3 díly                                                                   |
| 2007      | Private Practice           | Beth O'Brien                     | díl: „In Which Sam Receives an Unexpected Visitor...“                    |
| 2007      | Alibi                      | Genevieve Egan                   | televizní film                                                           |
| 2007–2008 | Námořní vyšetřovací služba | NCIS Intel Analyst Nikki Jardine | 3 díly                                                                   |
| 2008      | Vražedná čísla             | Nina Hunter                      | díl: „Plať, abys mohl hrát“                                              |
| 2004–2009 | Zákon a pořádek            | Thea Curry / Tanya Ware          | 2 díly                                                                   |
| 2010      | Futerstates                | Tia                              | díl: „Tia & Marco“                                                       |
| 2011      | Eden                       | Detektiv Monica Lopez            | díl: „Pilot“                                                             |
| 2011      | Dobrá manželka             | Lauryn Fisher                    | díl: „What Went Wrong“                                                   |
| 2013      | Policajt z New Yorku       | April McGee                      | díl: „Začarovaný kruh“                                                   |
| 2014      | And, We're Out of Time     | Diana                            | televizní film                                                           |
| 2012–2014 | Rozvedený se závazky       | Janet                            | 13 dílů                                                                  |
| 2014      | Milionový lékař            | Naomi                            | díl: „I Did Not See That Coming“                                         |
| 2014–2016 | Černá listina              | Ellie                            | 4 díly                                                                   |
| 2014      | Spravedlnost v krvi        | Detektiv                         | díl: „Otcovy hříchy“                                                     |
| 2014      | Stoupenci zla              | Cindy                            | 3 díly                                                                   |
| 2015      | Viceprezident(ka)          | Sueina kamarádka                 | díl: „Election Night“                                                    |
| 2015      | Happyish                   | Sandy                            | díl: „Starring Rene Descartes, Adweek and HRH the Princess of Arendelle“ |
| 2016      | Miliardy                   | Wilma Keen                       | díl: „YumTime“                                                           |
| 2016      | Všemocný                   | Elo                              | díl: „Základy malování aktu“                                             |
| 2016      | Rozvod                     | Victoria Tuckson                 | díl: „Poradna“                                                           |
| 2016–2022 | Tohle jsme my              | Beth Pearson                     | hlavní role                                                              |
| 2019      | Výjimeční přátelé          | Andrea Vogel                     |                                                                          |
| 2021      | Vědátorka Ada Twistová     | Matka Ady (hlas)                 | hlavní role                                                              |
| 2021      | Blood Brothers             | Patience                         |                                                                          |
| 2021      | Rumble                     | Maggie (hlas)                    |                                                                          |

## Ocenění a nominace
| Rok  | Ocenění                                     | Kategorie                                          | Práce         | Výsledek  |
| ---- | ------------------------------------------- | -------------------------------------------------- | ------------- | --------- |
| 2018 | Black Reel Awards                           | nejlepší seriálová herečka ve vedlejší roli: drama | Tohle jsme my | vítězství |
| 2018 | Gold Derby Awards                           | nejlepší obsazení                                  | Tohle jsme my | nominace  |
| 2018 | Image Awards                                | nejlepší seriálová herečka ve vedlejší roli: drama | Tohle jsme my | nominace  |
| 2018 | NAACP Image Awards                          | nejlepší seriálová herečka ve vedlejší roli: drama | Tohle jsme my | nominace  |
| 2018 | Screen Actors Guild Awards                  | nejlepší seriálová obsazení: drama                 | Tohle jsme my | vítězství |
| 2019 | Black Reel Awards                           | nejlepší seriálová herečka ve vedlejší roli: drama | Tohle jsme my | nominace  |
| 2019 | NAACP Image Awards                          | nejlepší seriálová herečka ve vedlejší roli: drama | Tohle jsme my | nominace  |
| 2019 | Online Film & Television Association Awards | nejlepší seriálová herečka ve vedlejší roli: drama | Tohle jsme my | nominace  |
| 2019 | Screen Actors Guild Awards                  | nejlepší seriálová obsazení: drama                 | Tohle jsme my | vítězství |
| 2020 | Black Reel Awards                           | nejlepší seriálová herečka ve vedlejší roli: drama |               | nominace  |
| 2020 | Critics' Choice Television Awards           | nejlepší seriálová herečka ve vedlejší roli: drama |               | nominace  |
| 2020 | NAACP Image Awards                          | nejlepší seriálová herečka ve vedlejší roli: drama |               | nominace  |
| 2021 | Black Reel Awards                           | nejlepší seriálová herečka ve vedlejší roli: drama |               | nominace  |
| 2021 | NAACP Image Awards                          | nejlepší seriálová herečka ve vedlejší roli: drama |               | nominace  |
| 2022 | Critics' Choice Television Awards           | nejlepší seriálová herečka ve vedlejší roli: drama |               | nominace  |
| 2022 | NAACP Image Awards                          | nejlepší seriálová herečka ve vedlejší roli: drama |               | nominace  |